# Красный Берег (усадьба)
Имение Гатовских-Поклевских-Козелл (бел. Маёнтак Гатоўскіх-Паклеўскіх-Козелаў) — дворянская усадьба конца XIX века.

## История

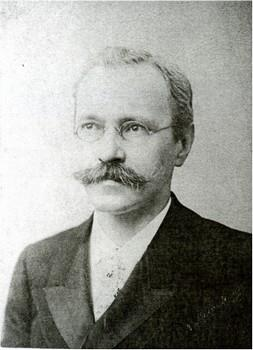
Викентий Альфонсович Поклевский-Козелл

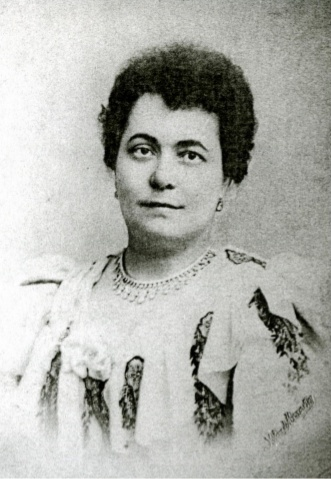
Мария Михайловна Гатовская-Поклевская-Козелл

С 1528 года владельцами имения Красный Берег были: Олекса Зенькович,  Мария Михайловна Готовская-Поклевская-Козелл (1904—1917 гг.).
В это время по проекту архитектора Виктора Шрётера был построен дворец (1893 г.). 
В 1996—2015 годах проводилась реставрация усадебного дома.

## Архитектура

### Усадебный дом
Главным архитектурным элементом комплекса и центром его композиции является дом, который представляет собой Г-образное в плане двухэтажное здание. 

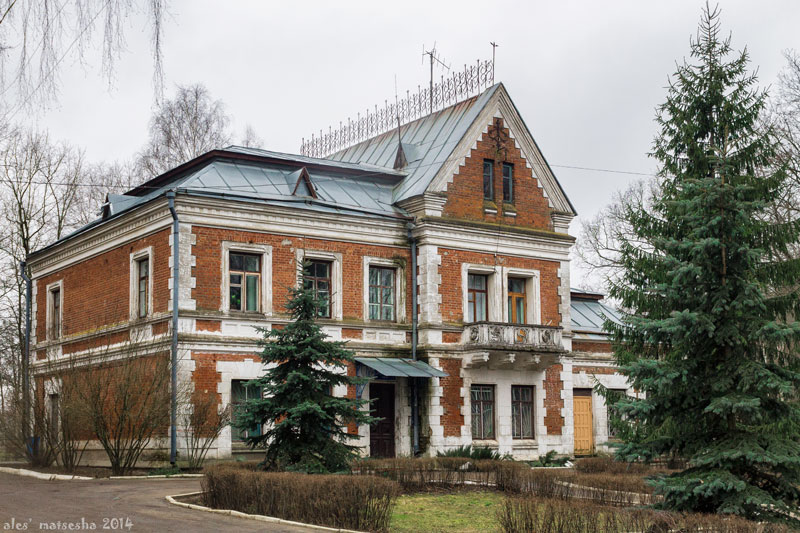
Флигель для прислуги

### Хозяйственные постройки
Комплекс хозяйственных построек усадьбы включает в себя: флигель, здание бывшего спиртзавода, конюшни, ледовню, складские помещения, в оформлении которых использованы различные архитектурные элементы.